# Cryphia nana
Cryphia nana là một loài bướm đêm thuộc họ Noctuidae. Nó có thể được tìm thấy ở California.